# Chiesa di San Giovanni (Martis)
La chiesa di San Giovanni è un edificio religioso situato a Martis, centro abitato della Sardegna settentrionale. Consacrata al culto cattolico fa parte della parrocchia San Pantaleo, diocesi di Tempio-Ampurias.
La chiesa venne edificata in forme tardogotiche tra il XVII e il XVIII secolo. L'aula interna è mononavata coperta da una volta a botte sorretta da una serie di archi a tutto sesto. Custodisce una pala d'altare risalente all'Ottocento, raffigurante il battesimo di Gesù.